# Tephrina proxantharia
Tephrina proxantharia är en fjärilsart som beskrevs av Walker 1862. Tephrina proxantharia ingår i släktet Tephrina och familjen mätare. Inga underarter finns listade i Catalogue of Life.